# Hammudites
 (novembre 2024).
 (novembre 2024).
1016–1058
Entités précédentes :
- Califat de Cordoue

Entités suivantes :
- Zirides (Taïfa de Grenade)

La dynastie des Hammudides (en arabe : بنو حمود, romanisé : Banū Ḥammūd) était une famille arabo-musulmane d'origine idrisside qui a régné sur le califat de Cordoue, sur Malaga et Ceuta ainsi que sur plusieurs Taïfas et étendut leur domaine à Algésiras (1016-1057). Les trois premiers membres de la dynastie ont pris le titre de calife à Cordoue en le disputant aux derniers Omeyyades. La dynastie disparaît après l'absorption de son territoire par les Zirides de Grenade (1057),.

## Histoire
Quand les troupes du calife omeyyade Al-Hakam al-Mustansir commandées par le vizir Almanzor viennent à bout des Idrissides au Maroc, les tribus Ghomaras font alors allégeance au calife[source insuffisante]. Les Idrissides sont dispersés dans les tribus berbères où ils se cachent. Hammūd l’éponyme de la dynastie qui se réclame d’une ascendance idrisside est mêlé aux Berbères que recrute le vizir Almanzor. Les deux fils de Hammūd, `Alī ben Hammūd et Al-Qāsīm s’illustrent alors à la tête des troupes berbères qui renversent le calife Hichām au profit de son lointain neveu Sulayman (1013)[source secondaire souhaitée]. Le nouveau calife qui prend le titre de Al-Musta'īn, n’est que le fantoche du vizir Almanzor qui cumule tous les pouvoirs[Information douteuse]. Sulayman distribue des commandements à ceux qui l’ont aidé dans sa prise du pouvoir. `Alī ben Hammūd reçoit Tanger et le nord du Maroc. Son frère aîné Al-Qāsīm al-Ma’mūn reçoit Algésiras,.

### Califes dissidents

#### `Alī ben Hammūd
`Alī ben Hammūd est d’abord un fidèle serviteur du calife puis il se révolte et passe en Espagne. Profitant de la faiblesse du calife, il se proclame indépendant et s'empare de Malaga. Il se dirige vers Cordoue à la tête d'une importante armée, accompagné de son frère Al-Qāsīm al-Ma’mūn. Le calife Sulayman est rapidement vaincu, fait prisonnier puis mis à mort. `Alī se proclame alors calife avec le titre d’Al-Nāsir « Le victorieux » (7 juillet 1016).

#### Al-Qāsīm al-Ma’mūn
Devenu impopulaire, le 17 avril 1018 `Alī est découvert assassiné dans son bain. Son frère Al-Qāsīm  devient calife avec le titre d’Al-Ma’mūn « Celui en qui on a confiance » après qu’`Abd al-Rahman a brièvement tenté de restaurer la dynastie omeyyade. Al-Qāsīm  est renversé par son neveu Yahyā, fils `Alī ben Hammūd (1021). Il avait reçu de son père, le gouvernement de Tanger. Il est passé en Espagne avec les troupes Ghomaras qui avaient mis au pouvoir son père, pour le disputer à son oncle.

#### Yahyā al-Mu`talī
En 1018, à la mort de son père Ali ben Hammud al-Nasir, son oncle Al-Qāsīm lui a succédé. Yahyā n'accepte pas cette nomination.
La querelle entre les deux parents va se prolonger quand Yahyā donne l’ordre de l’étrangler son oncle retenu captif à Malaga sur le soupçon de préparer un coup d’État. Yahyā règne alors sur Malaga, Algésiras, Ceuta, mais à Cordoue les habitants choisissent comme calife `Abd al-Rahman frère de l’Omeyyade Muhammad Al-Mahdī. `Abd al-Rahman prend le titre d’Al-Mustazhir. Yahyā n’est plus calife, mais il poursuit son règne à Malaga et Algésiras.
À la fin de l’année 1035, Yahyā se sent assez fort pour se venger du Cadi de Séville. Il part faire le siège de cette ville. Dans cette campagne précipitée, Yahyā est tué (1035).

### Les émirs hammudites
La nouvelle de la mort de Yahyā causa une joie indicible tant à Séville qu’à Cordoue et le cadi n’avait plus rien à craindre des Hammudites. Idrīs un frère de Yahyā est bien proclamé calife à Malaga sous le nom d’Al-Muta'ayyid et dans le même temps son cousin se fait proclamer calife à Algésiras sous le nom d’Al-Mahdī.
Pendant cette période la puissance des émirs zirides de Grenade, vassaux des Hammudites, se développe grâce entre autres à la politique avisée du vizir juif Samuel ibn Nagrela.
Idrīs meurt de maladie en 1039.
Deux candidats s’opposent pour la succession : Yahyā al-Qa`im fils d’Idrīs et son cousin germain Al-Hassan al-Mustansī fils de Yahyā al-Mu`talī. Ce dernier était en Afrique et lorsque sa flotte apparaît devant Malaga Yahyā al-Qa`im s’enfuit. Hasan feint de lui pardonner mais le tue peu de temps après (1040). Al-Hassan est empoisonné par son épouse, sœur du défunt Yahyā al-Qa`im, qui venge ainsi son frère (1043).
Nadja, le vizir eunuque d’Al-Hasan qui l’avait porté au pouvoir, pense alors prendre le pouvoir pour lui-même. Il se met en campagne pour prendre Algésiras tenu par Muhammad al-Mahdī, fils d’Al-Qāsīm al-Mā’mūn, depuis la mort de son cousin germain Yahyā al-Mu`talī. Nadja est tué au cours de cette campagne (5 février 1043)),.
Idrīs II al-`Alī, frère d’Al-Hasan prend la succession à Malaga. Idrīs II est un souverain paisible, mais certains le trouvent trop faible. Muhammad, un cousin d’Idrīs II, fils d’Idrīs Ier al-Muta'ayyid, est poussé au pouvoir par les militaires africains (1047). Ce nouveau souverain est tout le contraire du précédent, ceux qui trouvaient Idrīs trop faible trouvent Muhammad trop sévère.

Un nouveau coup d’État est organisé pour rétablir Idrīs et renverser Muhammad. Idrīs est néanmoins contraint de se réfugier en Afrique où il est reçu par les gouverneurs berbères de Tanger et de Ceuta. Ces derniers craignant que leur hôte ne les dépossède, le renvoient en Espagne tout en continuant à se dire ses vassaux. Idrīs trouve refuge à Ronda. Les mécontents de Malaga appellent au secours le Ziride Badis ben Habus qui règne sur Grenade depuis 1038. Il s'empare de Malaga en 1053, pour lui-même ou pour le compte de son suzerain Idrīs II été évincé en 1047. On place sur le trône Muhammad al-Mahdī al-Mu`tarim fils d’Idrīs Ier al-Muta'ayyid (1047), puis Idris III al-Muwaffaq fils de Yahyâ II al-Qa`im (1053) pour un règne très bref. On restaure finalement Idrīs II al-`Alī (1054). Celui-ci est alors très âgé, il meurt en 1055. Muhammad al-Musta`lī, un autre fils d’Idrīs Ier al-Muta'ayyid monte sur le trône, mais c’est finalement Badis qui prend complètement le pouvoir à Malaga en 1058, mettant ainsi un terme à la dynastie hammudite.

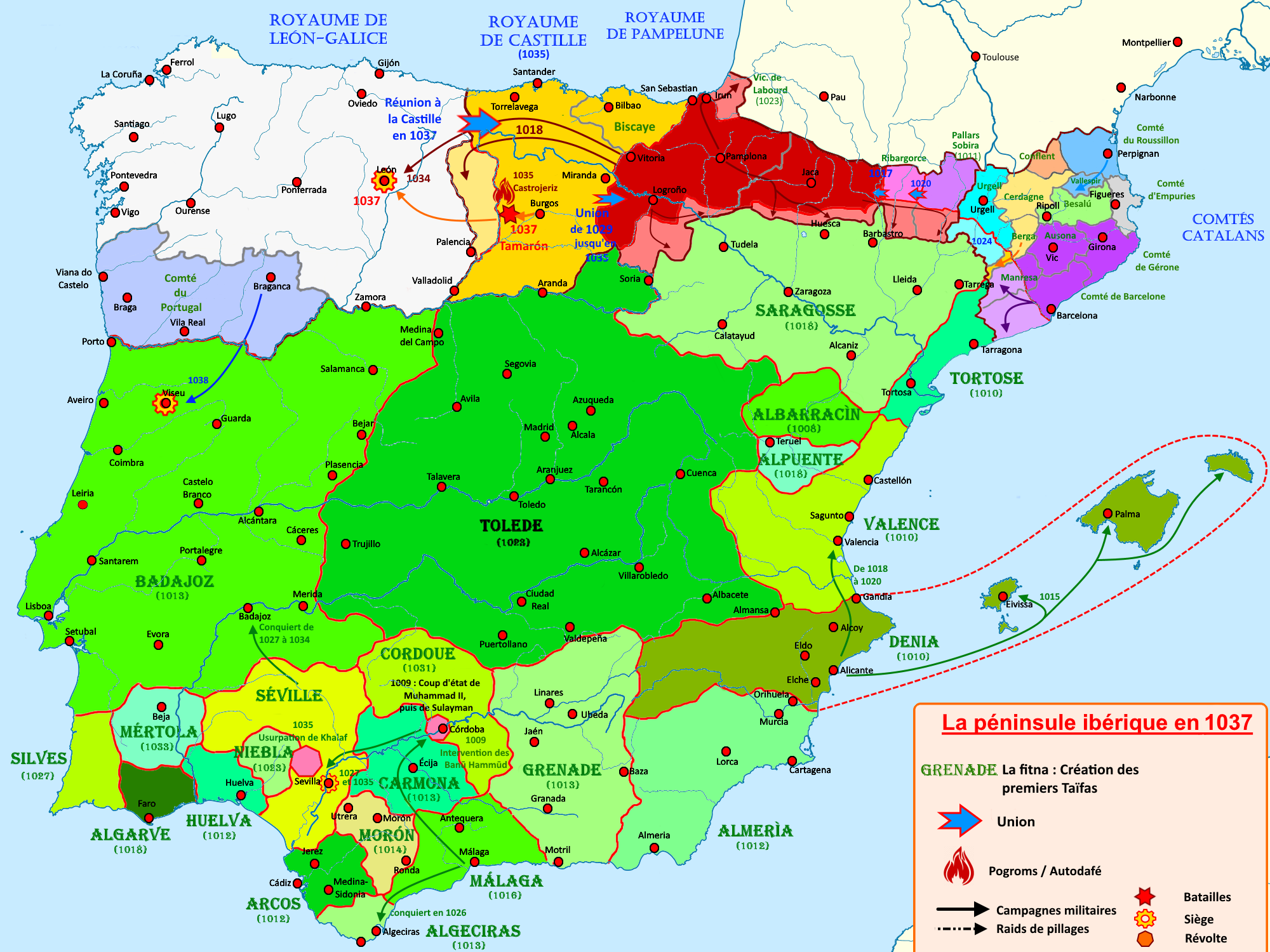
Le taïfa de Malaga, en 1037
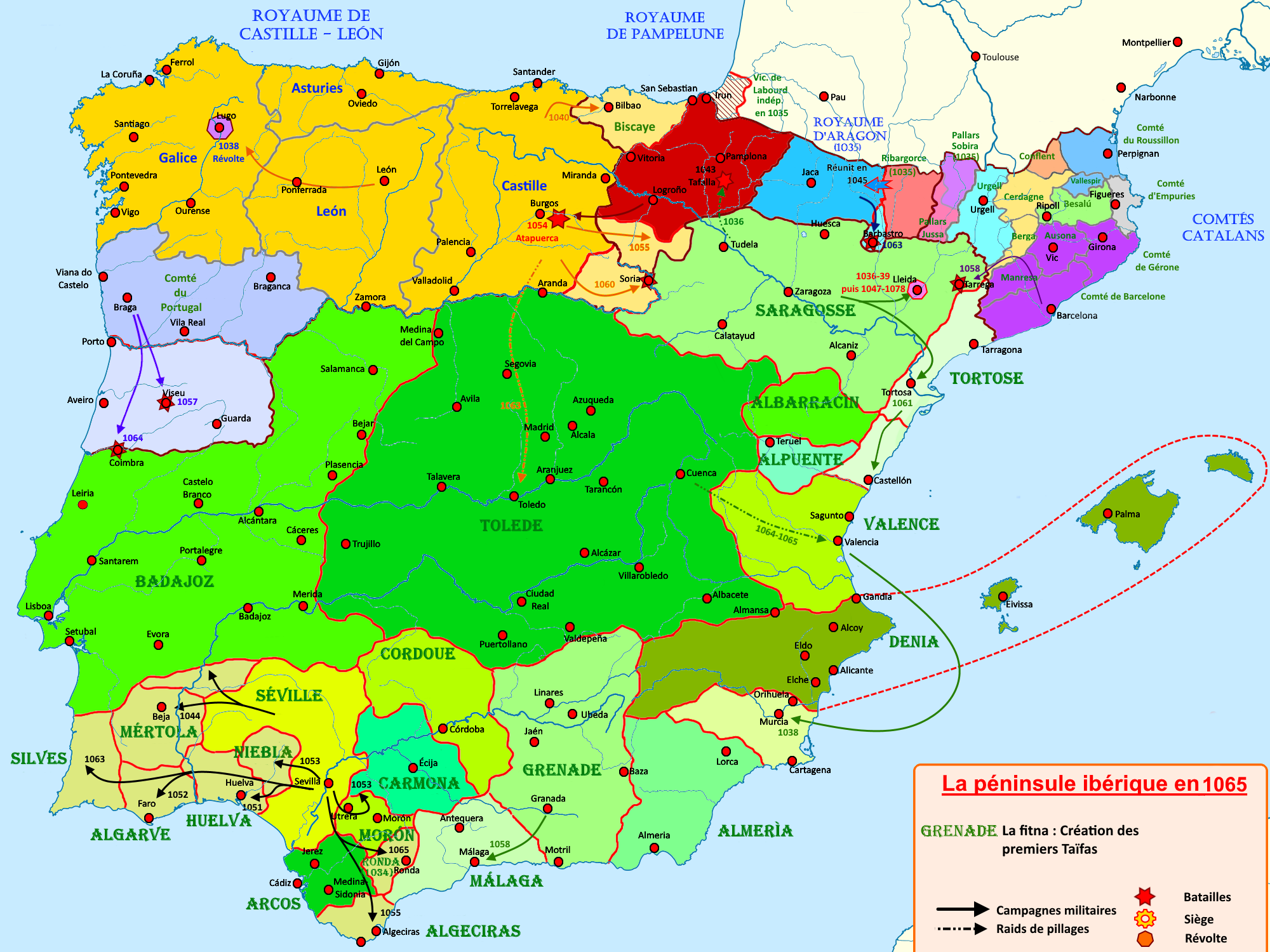
Le taïfa de Malaga, en 1065
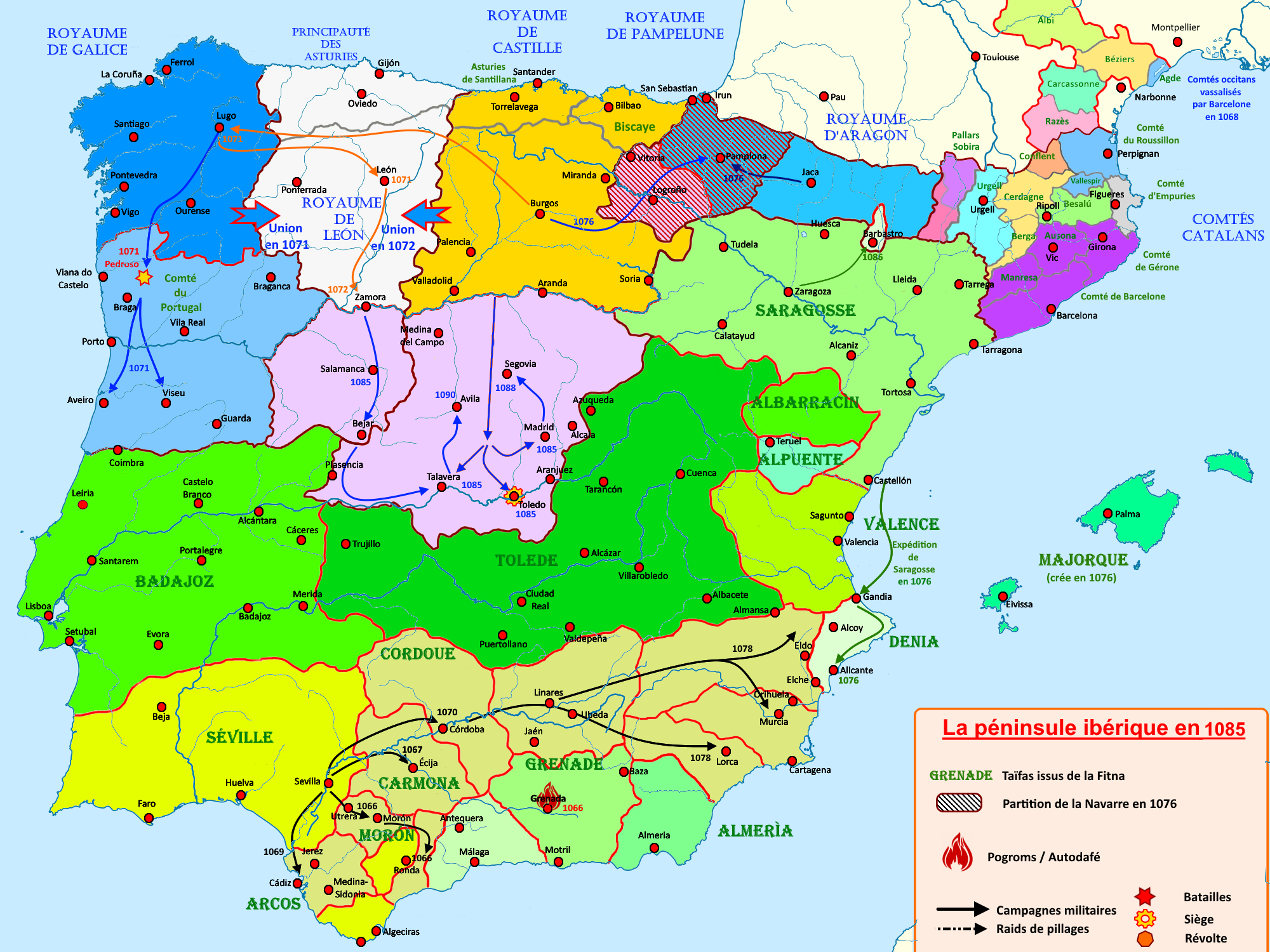
Le taïfa de Malaga, en 1085
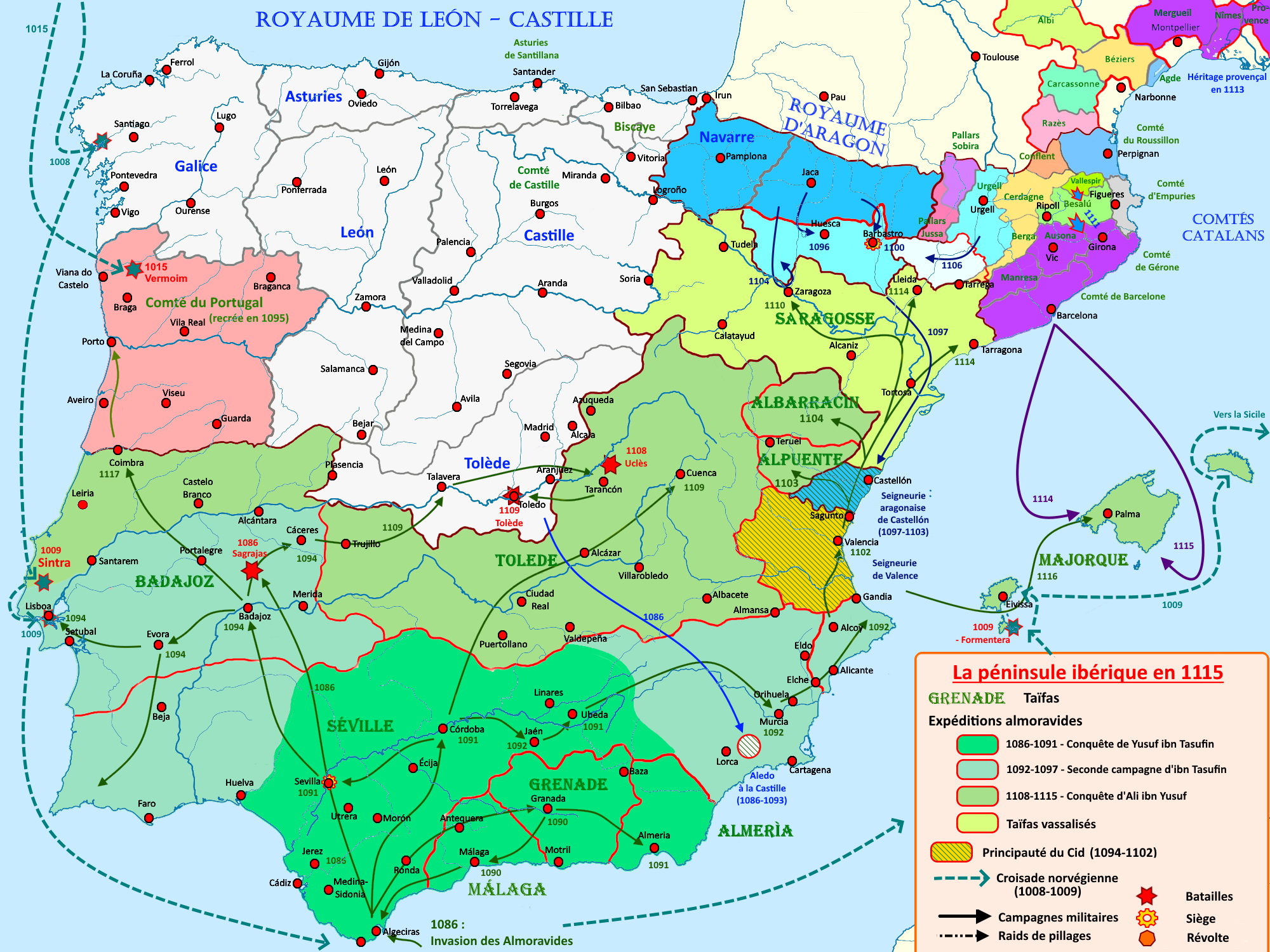
Le taïfa de Malaga, en 1115

## Dynastie

### Filiations
```
┌Hammud 
éponyme
 la dynastie
[
22
]
,
[
23
]

├─┬
`Alī ben Hammūd al-Nāsir
		(
1
) Malaga
[
24
]
		
1016
-
1018
,
│ │					(
1
) Ceuta
[
25
]
		
1016
-
1018
,
│ │					calife de Cordoue
[
26
]
	
1016
-
1018
.
│ ├─┬
Yahyā al-Mu`talī
			(
3
) Malaga
[
24
]
		
1021
-
1023
 et 
1025
-
1035
, 
│ │ │					(
3
) Ceuta
[
25
]
		
1021
/
1023
-
1035
,
│ │ │					(
2
) Algésiras
[
27
]
		
1025
-
1035
,
│ │ │					calife de Cordoue
[
26
]
	
1021
-
1023
 et 
1025
-
1027
.
│ │ ├──Idrīs II al-`Alī			(
7
) Malaga
[
24
]
		
1043
-
1047
 et 
1054
-
1055
,
│ │ │					(
7
) Ceuta
[
25
]
		
1050
-
1061
.
│ │ └──Al-Hassan al-Mustansī		(
6
) Malaga
[
24
]
		
1040
-
1043
,
│ │					(
6
) Ceuta
[
25
]
		
1040
-
1050
.
│ └─┬Idrīs 
I
er
 al-Muta'ayyid		(
4
) Malaga
[
24
]
		
1035
-
1039
,
│   │					(
4
) Ceuta
[
25
]
		
1035
-
1039
.
│   ├─┬Yahyâ II al-Qa`im		(
5
) Malaga
[
24
]
		
1039
-
1040
,
│   │ │					(
5
) Ceuta
[
25
]
		
1039
-
1040
.
│   │ └──Idrīs III al-Muwaffaq		(
9
) Malaga
[
24
]
		
1053
-
1054
.
│   ├──Muhammad al-Mahdī al-Mu`tarim	(
8
) Malaga
[
24
]
		
1047
-
1053
.
│   ├──Hasan
│   └──Muhammad al-Musta`lī		(
10
) Malaga
[
24
]
		
1055
-
1058
.
└─┬
Al-Qāsīm al-Mā’mūn
			(
2
) Malaga
[
24
]
		
1018
-
1021
 et 
1023
-
1025
,
  │					(
2
) Ceuta
[
25
]
		
1018
-
1021
/
1023
,
  │					(
1
) Algésiras
[
27
]
		
1018
-
1025
,
  │					calife de Cordoue
[
26
]
	
1018
-
1021
 et 
1023
.
  └─┬Muhammad al-Mahdī			(
3
) Algésiras
[
27
]
		
1035
-
1048
.
    └──Al-Qāsīm II al-Wâthiq		(
4
) Algésiras
[
27
]
		
1048
-
1058
.
```